# Mesoligia pallidior
Mesoligia pallidior là một loài bướm đêm trong họ Noctuidae.